# Georges Salmon (athlète)
Pour les articles homonymes, voir Georges Salmon et Salmon.
Georges Salmon, né à Liège le 1er juin 1933 et mort le 8 novembre 2023, est un athlète belge affilié au RFCL, spécialisé dans le saut en longueur et la course de haies. 
Il participe une fois aux championnats d'Europe et remporte 10 titres nationaux dans quatre épreuves différentes[Pas dans la source].

## Athlétisme

### Saut en longueur
Il est sacré 5 fois champion de Belgique au cours de sa carrière.
Il améliore le record de Belgique de multiples fois.
Son meilleur saut est à Bratislava en 1963 où il saute à 7,63 m.
Ce record de Belgique tient 6 ans et est battu par Philippe Housiaux.
Il participe aux championnats d'Europe de 1958 à Stockholm dans cette discipline et est éliminé lors des séries.

### 110 m haies
Il remporte également 3 titres de champion de Belgique dans cette discipline.
Il participe aux championnats d'Europe de 1958 à Stockholm dans cette discipline et est là aussi éliminé lors des séries.

### Triple saut
Il gagne un titre de champion de Belgique en 1952.

### Décathlon
Il gagne le titre national en 1961 à la suite d'un duel avec Leo Marien[réf. souhaitée].
Il améliore en même temps le record de Belgique en le poussant à 6442 points.

### Entraîneur
Georges Salmon est entraîneur dans divers clubs dont le RFCL, HERV AC et AV Toekomst.

## Titres de champion de Belgique
| Épreuve     | Année                        |
| ----------- | ---------------------------- |
| Longueur    | 1954, 1957, 1958, 1961, 1963 |
| Triple saut | 1952                         |
| 110 m haies | 1957, 1958, 1960             |
| Décathlon   | 1961                         |

## Records personnels
| Épreuve     | Performance                 | Année | Lieux      |
| ----------- | --------------------------- | ----- | ---------- |
| Longueur    | 7,63 m (ex-record national) | 1963  | Bratislava |
| Triple saut | 13,68 m                     | 1952  | Heizel     |
| 110 m haies | 14,7 s                      | 1960  | Heizel     |
| Décathlon   | 6 799 pts                   |       |            |

## Récompenses et distinctions
- Spike d'or - 1961[4]
- Prix de l'éthique de la ville de Liège - 2003[5]